# Mehlspeise

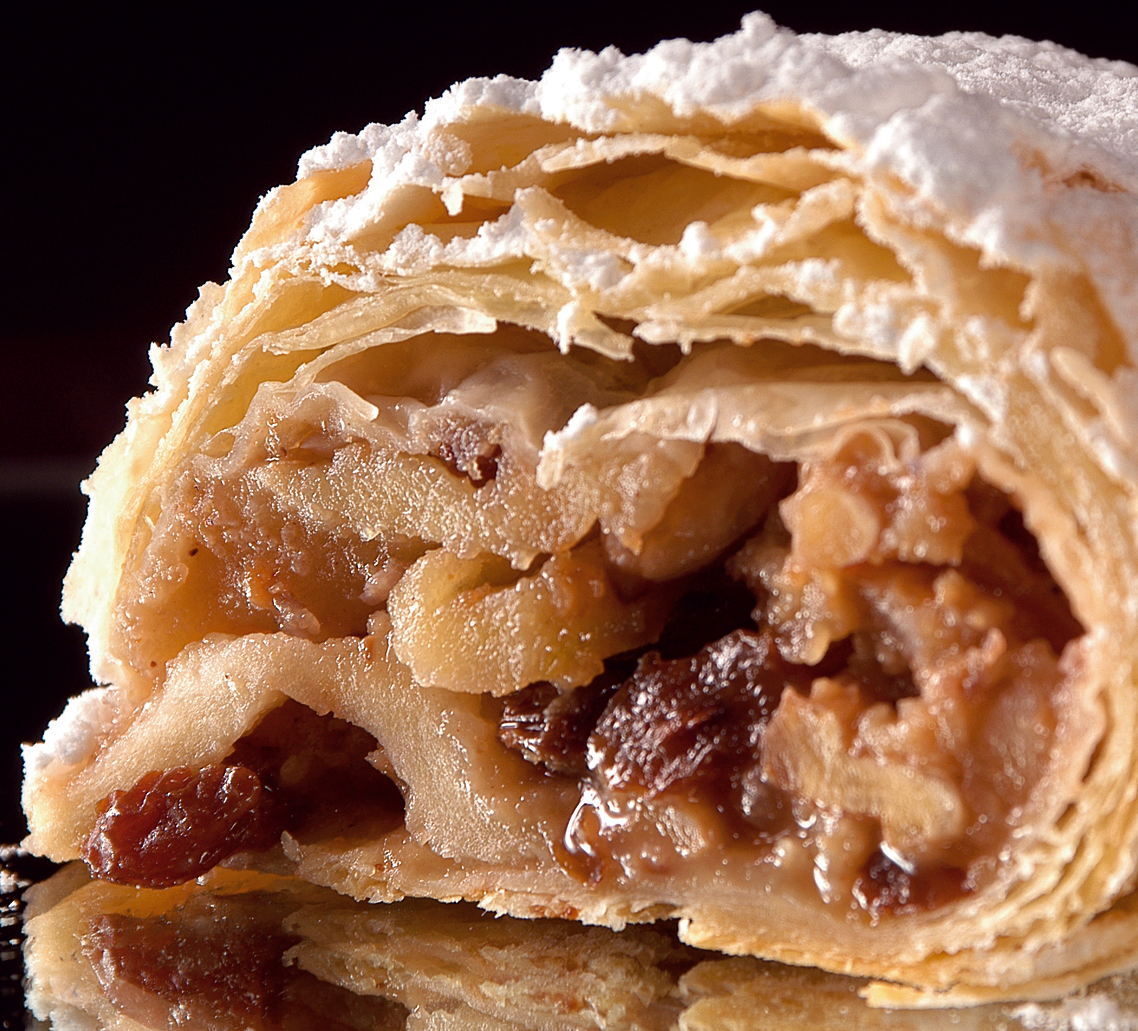
Wiener Apfelstrudel

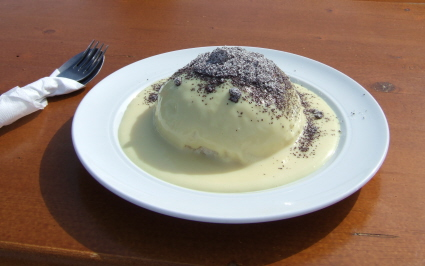
Germknödel mit Vanillesauce

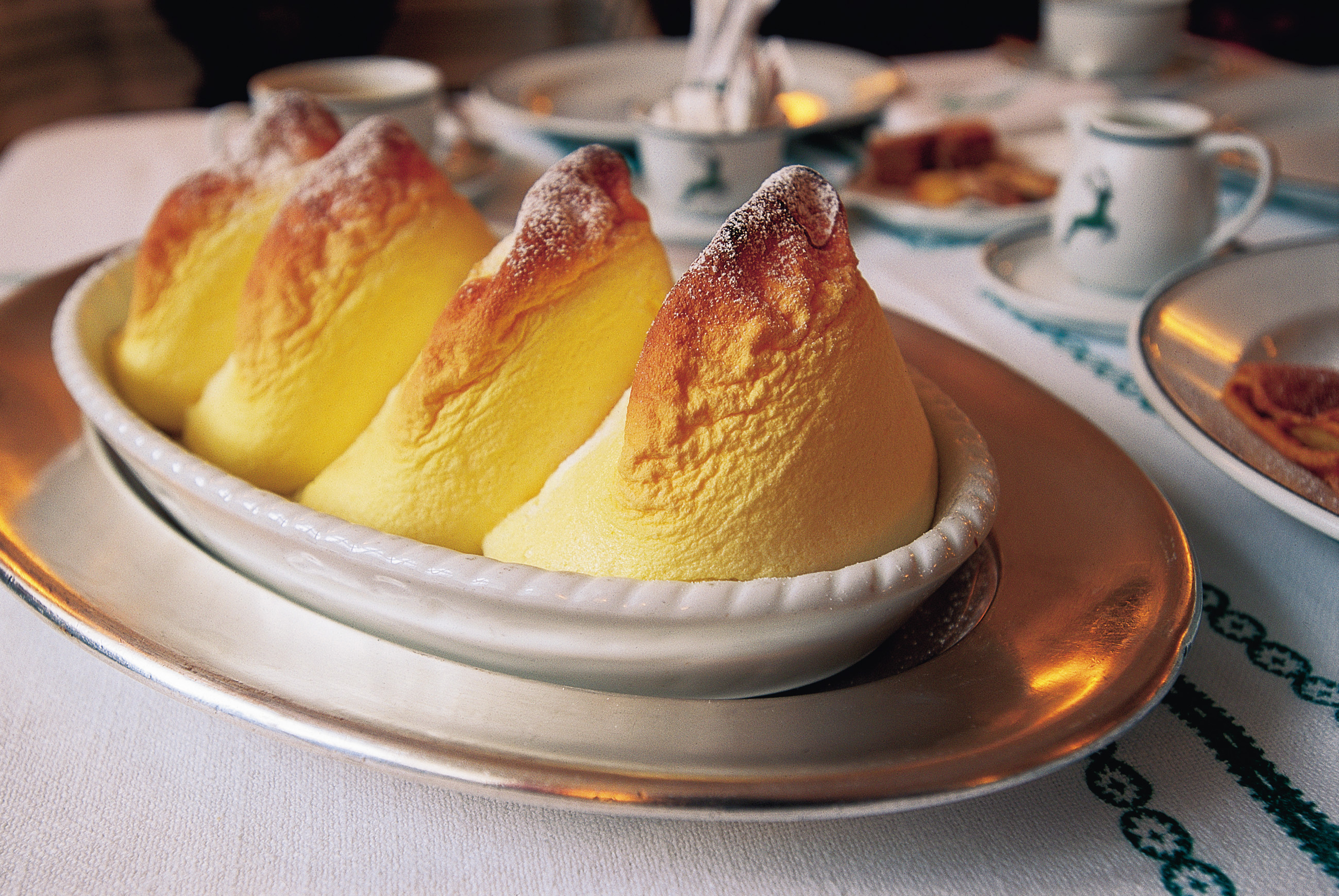
Salzburger Nockerln in Salzburg

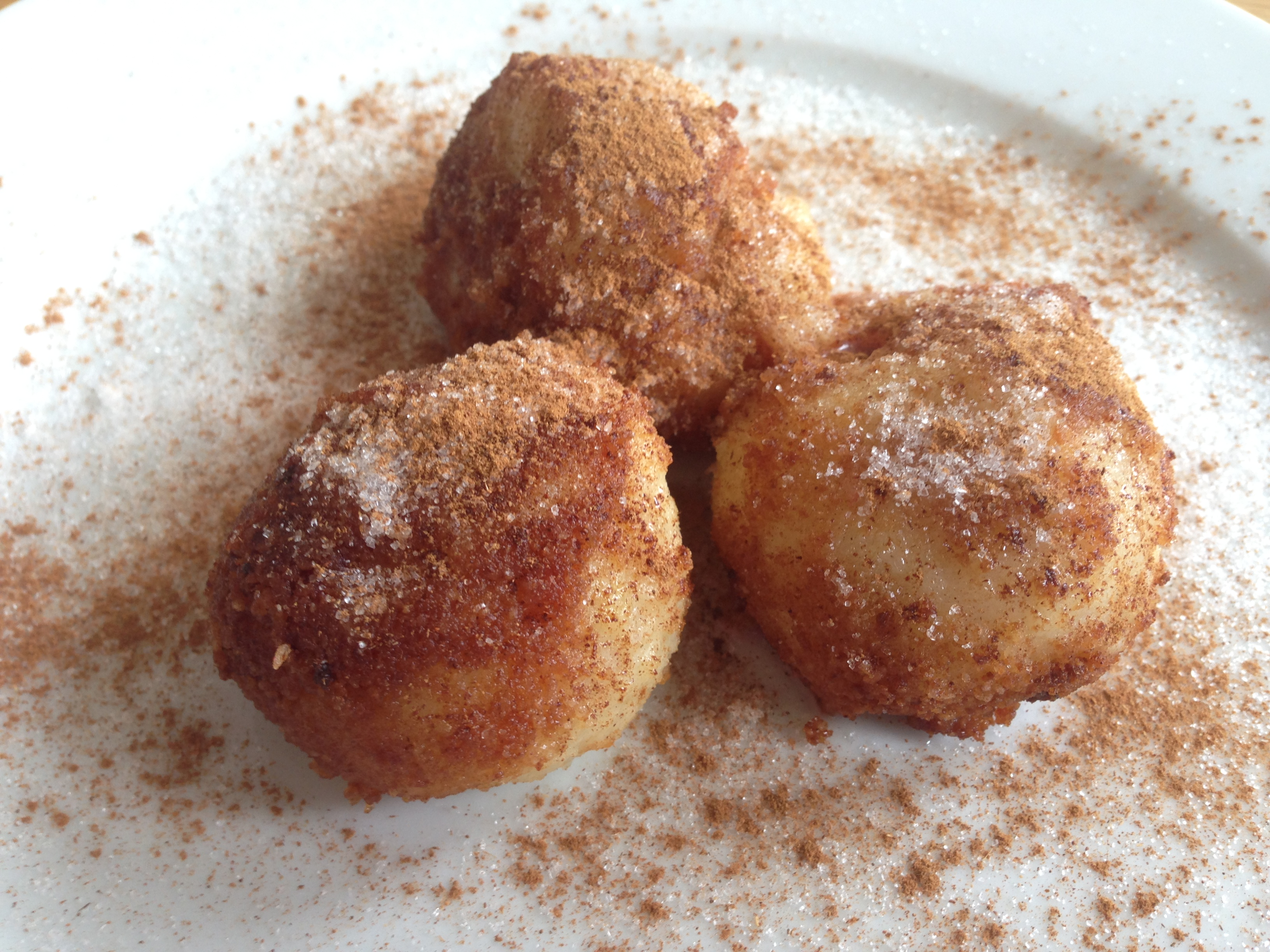
Zwetschkenknödel mit Zimt und Zucker

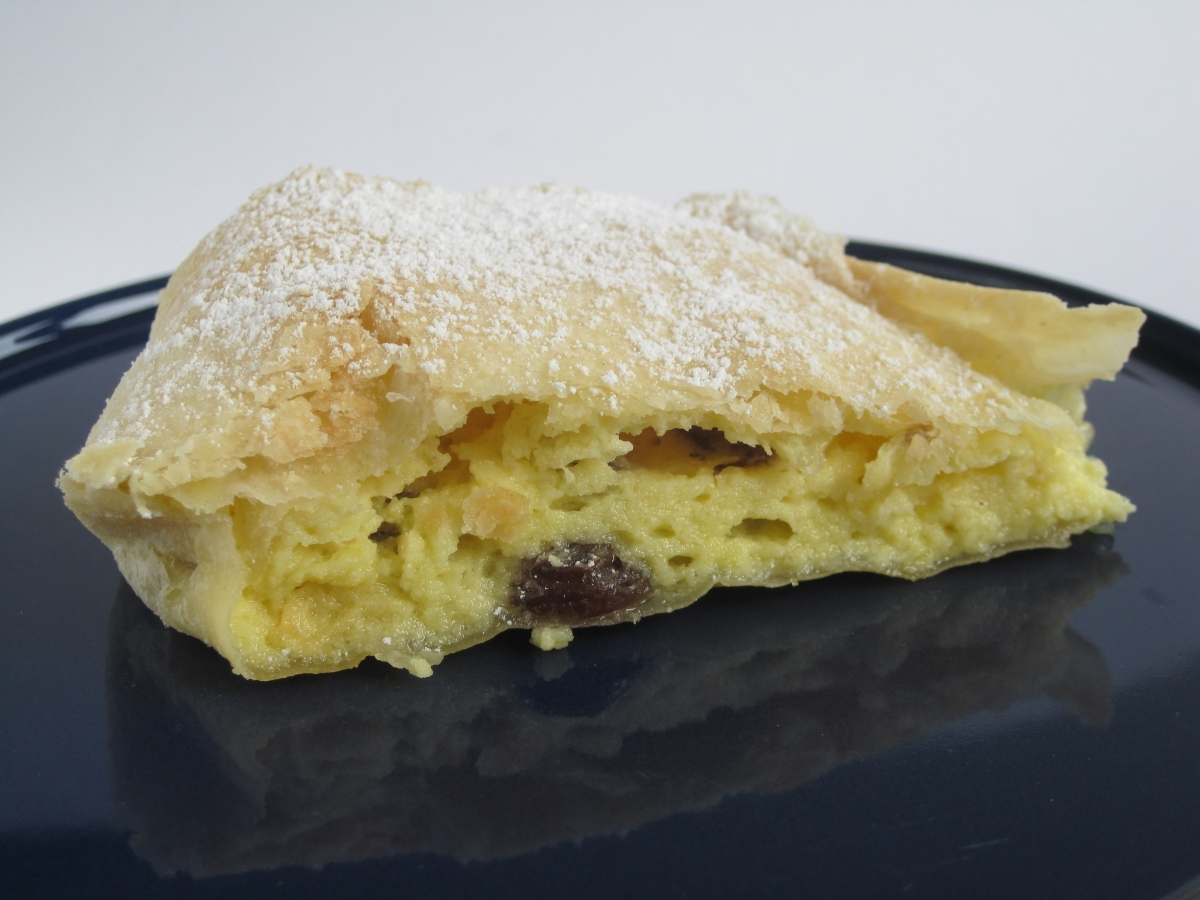
Topfenstrudel

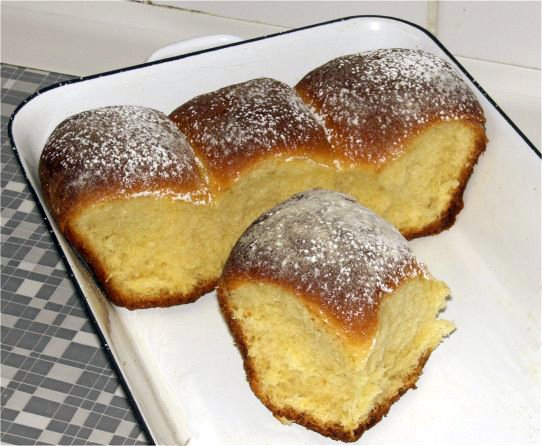
Buchteln in einer eckigen Backform

Mehlspeise ist ein Begriff der altbayrischen, pfälzischen und der österreichischen Küche, bei dem es sich um einen Oberbegriff für diverse Süßspeisen, Gebäcke, Kuchen und Torten handelt, die als Haupt- oder Nachspeise serviert werden können.

## Begriffsgeschichte
Historisch waren Mehlspeisen sättigende, fleischlose Hauptgerichte aus Mehl, aber auch anderen Getreideerzeugnissen oder anderen stärkehaltigen Lebensmitteln. Sie entstanden durch die rigorosen Fastengebote der katholischen Kirche, da an rund 150 Tagen im Jahr Gläubige kein Fleisch essen durften und Fisch häufig sehr teuer war. Diese Tradition der meist herzhaften Mehlspeisen lässt sich im Österreichischen und Süddeutschen Raum bis in das 16. Jahrhundert zurückverfolgen. 1798 definierte Johann Christoph Adelungs Grammatisch-kritisches Wörterbuch der Hochdeutschen Mundart eine Mehlspeise als „eine jede aus Mehl bereitete Speise“.
Zu den Mehlspeisen zählten Schmarren, Strudel, Schmalzgebäcke, Nocken, Nudeln, Breie, Puddinge und Knödel sowie die „Bouillie“ (eine Mehlspeise aus feinem Mehl, das mit Milch oder Rahm und Zucker in der Pfanne gebacken wird).

## Heutiger Sprachgebrauch
In Wien wurden um 1900 diese deftig-bäuerlichen Speisen nach dem Geschmack der Großstadt weiterentwickelt, und zunehmend luftiger und süßer. Im Zuge dessen wanderten die Mehlspeisen an das Ende der Speisenfolge. Die Versüßung der Mehlspeise bedeutete damit die Erfindung der süßen Nachspeise, die zu der Zeit nicht üblich war. Seither wird der Begriff für süße Nachspeisen, insbesondere, aber nicht ausschließlich, nach Art der Wiener Küche verwendet. Dazu zählen etwa Buchteln, Palatschinken, Koche, Dalken, sowie süße Schmarren, Strudel, Knödel, Nockerl und Tascherl. Neben Mehl bestehen Mehlspeisen heute vor allem aus Grieß, Reis, Erdäpfeln  und Weißbrot als stärkehaltige Stoffe, sowie Eiern, Zucker, Milch, Butter, Früchten. Allen Mehlspeisen ist gemein, dass sie durch Backen, Braten oder Kochen zubereitet werden.